# Jans Koerts
Jans Koerts, né le 24 août 1969 à Meppel, est un ancien coureur cycliste néerlandais, professionnel de 1992 à 2005.

## Biographie
Jan Koerts devient professionnel en 1992 dans l'équipe PDM. Il y assiste le sprinter Jean-Paul van Poppel. En 1993, il suit ce dernier dans la formation française Festina.
Chez Rabobank (1997-1998) puis Farm Frites (2000), il emmène l'Australien Robbie McEwen lors des sprints. Malgré des succès réguliers, il ne participe à son premier Tour de France qu'en 2000 sous le maillot de la Farm Frites. Il y fait bonne figure dans les sprints (4e à Nantes), il est éliminé après la huitième étape qu'il termine hors-délais. Quelques semaines plus tard, il remporte sa seule victoire sur un grand tour en devançant Alessandro Petacchi et Ján Svorada au sprint dans la troisième étape du Tour d'Espagne. Déjà deuxième la veille, il prend la tête du classement par points qu'il doit abandonner le lendemain car, victime du chute, il rejoint l'arrivée avec 18 minutes de retard. Il abandonne cette Vuelta à la onzième étape.
L'équipe Farm Frites disparaissant à la fin de l'année, il rejoint en 2001 la formation Mercury. Cette saison s'avère aussi prolifique que la précédente puisqu'après une victoire d'étape sur Paris-Nice en mars, il devient champion des Pays-Bas en juillet.
Recruté en 2002 par Domo-Famr Frites, il ne remporte aucune victoire cette année-là. Après deux saisons chez Bankgiroloterij puis Chocolade Jacques-Wincor Nixdorf, il arrive chez Cofidis en 2005 afin d'épauler Stuart O'Grady. Au mois de juillet, il chute lourdement lors de la dernière étape du Trophée Joaquim Agostinho, se fracturant les deux chevilles, plusieurs côtes et un fémur. Non conservé par Cofidis, il signe un contrat avec l'équipe néerlandaise ProComm-Van Hemert en 2006. Il ne court cependant pas durant cette saison, et fait son retour à la compétition en mars 2007 à l'occasion du Ster van Zwolle.
En juillet 2007, sur la chaîne de télévision néerlandaise NOS, il avoue avoir utilisé des produits dopants durant sa carrière, et n'en éprouver aucun regret.

## Palmarès

### Palmarès amateur
- 1989
  - Omloop Houtse Linies
- 1990
  - 4e étape du Teleflex Tour
  - Classement final du Tour de Saxe
- 1991
  - Tour de Hollande-Septentrionale
  - Ster van Zwolle
  - 1re étape de l'OZ Wielerweekend
  - 4e et 5e étapes du Circuit franco-belge

### Palmarès professionnel
| - 1992 - Tour du Limbourg - 3e du Circuit des Ardennes flamandes - Ichtegem - 1993 - 2e étape du Tour d'Armorique - 1re étape du Tour du Portugal - 2e d'À travers le Morbihan - 1994 - Grand Prix de Denain - 1re étape du Tour du Poitou-Charentes - 3e de la Clásica de Almería - 3e du Grand Prix Jef Scherens - 1995 - Grand Prix Briek Schotte - Circuit du Houtland - 1996 - Anvers-Bruxelles-Anvers - Grand Prix Jef Scherens - Mémorial Rik Van Steenbergen - 3e étape du Tour de Burgos - 2e étape du Teleflex Tour - 2e et 3e étapes de la Commonwealth Bank Classic - 2e de la Flèche côtière - 2e de la Gullegem Koerse - 3e de Bruxelles-Ingooigem - 3e de la Puivelde Koerse - 1997 - 3e de la Coupe Sels - 1998 - 5e étape du Tour du Danemark - 1re et 6e étapes de la Commonwealth Bank Classic - Ruddervoorde Koerse - 1999 - 1re et 2e étapes du Tour de Basse-Saxe - 3e et 6e étapes du Rapport Toer - 1re et 4e étapes du Tour du Cap - 2e étape de la Ster der Beloften - OZ Wielerweekend : - Classement général - 1re étape - Tour de Hollande-Septentrionale - 3e étape du Tour de Rhénanie-Palatinat - Grand Prix Wielerrevue - 1re et 3ea étapes de la Commonwealth Bank Classic | - 2000 - Tour de Bochum - Circuit du Pays de Waes - 3e étape du Tour d'Espagne - 3e étape des Trois Jours de La Panne - 1re et 2ea étapes de la Commonwealth Bank Classic - 2e de la Colliers Classic - 3e de la Nokere Koerse - 2001 - Champion des Pays-Bas sur route - 3e étape de Paris-Nice - 4e étape du Tour de Picardie - 4e et 6e étapes du Tour de Langkawi - Clarendon Cup - 2e de l'Omloop Wase Scheldeboorden - 2e du Grand Prix de la ville de Zottegem - 3e de la First Union Classic - 2002 - 2e de la Nokere Koerse - 2e du Grand Prix Briek Schotte - 3e du Tour de Bochum - 3e de Paris-Bruxelles - 2003 - Grand Prix d'Isbergues - Tour Beneden-Maas - Tour de Hollande-Septentrionale - Bruxelles-Ingooigem - 4e étape du Tour du Danemark - 4e étape du Tour de Saxe - 2e étape du Tour de Belgique - 2e du Championnat des Flandres - 2004 - Tour de Rijke |  |

#### Tour de France
- 2000 : hors-délais (8e étape)